# Liste der Kulturdenkmale in Crossen (Zwickau)
Die Liste der Kulturdenkmale in Crossen (Zwickau) enthält die in der amtlichen Denkmalliste des Landesamtes für Denkmalpflege Sachsen ausgewiesenen Kulturdenkmale im Zwickauer Ortsteil Crossen.

## Legende
- Bild: Bild des Kulturdenkmals, ggf. zusätzlich mit einem Link zu weiteren Fotos des Kulturdenkmals im Medienarchiv Wikimedia Commons. Wenn man auf das Kamerasymbol klickt, können Fotos zu Kulturdenkmalen aus dieser Liste hochgeladen werden:
- Bezeichnung: Denkmalgeschützte Objekte und ggf. Bauwerksname des Kulturdenkmals
- Lage: Straßenname und Hausnummer oder Flurstücknummer des Kulturdenkmals. Die Grundsortierung der Liste erfolgt nach dieser Adresse. Der Link (Karte) führt zu verschiedenen Kartendiensten mit der Position des Kulturdenkmals. Fehlt dieser Link, wurden die Koordinaten noch nicht eingetragen. Sind diese bekannt, können sie über ein Tool mit einer Kartenansicht einfach nachgetragen werden. In dieser Kartenansicht sind Kulturdenkmale ohne Koordinaten mit einem roten bzw. orangen Marker dargestellt und können durch Verschieben auf die richtige Position in der Karte mit Koordinaten versehen werden. Kulturdenkmale ohne Bild sind an einem blauen bzw. roten Marker erkennbar.
- Datierung: Baubeginn, Fertigstellung, Datum der Erstnennung oder grobe zeitliche Einordnung entsprechend des Eintrags in der sächsischen Denkmaldatenbank
- Beschreibung: Kurzcharakteristik des Kulturdenkmals entsprechend des Eintrags in der sächsischen Denkmaldatenbank, ggf. ergänzt durch die dort nur selten veröffentlichten Erfassungstexte oder zusätzliche Informationen
- ID: Vom Landesamt für Denkmalpflege Sachsen vergebene, das Kulturdenkmal eindeutig identifizierende Objekt-Nummer. Der Link führt zum PDF-Denkmaldokument des Landesamtes für Denkmalpflege Sachsen. Bei ehemaligen Kulturdenkmalen können die Objektnummern unbekannt sein und deshalb fehlen bzw. die Links von aus der Datenbank entfernten Objektnummern ins Leere führen. Ein ggf. vorhandenes Icon  führt zu den Angaben des Kulturdenkmals bei Wikidata.

## Crossen
| Bild                                    | Bezeichnung | Lage                               | Datierung                     | Beschreibung | ID       |
| --------------------------------------- | --- | ---------------------------------- | ----------------------------- | --- | -------- |
| Direkt Bild zu diesem Denkmal hochladen | Ehemaliges Wohnstallhaus eines Bauernhofes | Alte Dorfstraße 6 (Karte)          | Mitte 19. Jh.                 | als zeittypisches Fachwerkhaus von ortsgeschichtlicher und baugeschichtlicher Bedeutung. Mitte 19. Jh. erbautes Bauernhaus. Zweigeschossiges Gebäude über längsrechteckigem Grundriss, im Erdgeschoss verändert mit zu großen Fenstern und giebelseitigem Anbau sowie massivem Eingangsvorbau, Obergeschoss Fachwerk, teils wärmegedämmt mit Verbretterung, Dachabschluss Krüppelwalmdach, verschieferter Giebel, Denkmalwert: ortsgeschichtlicher Wert als Teil des alten Ortskerns des Dorfes Crossen. (LfD/2011.) | 09230150 |
| Direkt Bild zu diesem Denkmal hochladen | Wohnstallhaus eines Dreiseithofes | Alte Dorfstraße 17 (Karte)         | um 1720                       | gut erhaltenes Fachwerkwohnhaus von großer baugeschichtlicher sowie ortsgeschichtlicher Bedeutung. traditionelles, zeittypisches Bauernhaus mit massivem Erdgeschoss und Fachwerk-Obergeschoss, Hausabschluss durch Satteldach, das Erdgeschoss verändert mit leicht vergrößerten Fenstern, das Obergeschoss Fachwerk aus der ersten Hälfte des 18. Jh., vorkragend mit leicht abgefaster Schwelle, gezapften Streben, zweiriegelig, Fenster zu groß, an der Giebelseite verschiefert, giebelseitiger Anbau ohne Denkmalwert, Denkmalwert: baugeschichtlicher und ortsgeschichtlicher Wert als Zeugnis des Bauhandwerkes des beginnenden 18. Jh. sowie als Dokument der Ortsentwicklungsgeschichte. | 09231676 |
| Direkt Bild zu diesem Denkmal hochladen | Ehemaliges Wohnstallhaus mit Einfriedung | Alte Dorfstraße 29 (Karte)         | 1848 (Wohnstallhaus)          | zeittypisches Fachwerkhaus in gutem Originalzustand von baugeschichtlichem Wert. Zweigeschossiges ehemaliges Bauernhaus, heute Wohnhaus, um 1800 erbaut. Längsrechteckiger Grundriss, Erdgeschoss massiv und verändert, Obergeschoss Fachwerk mit kräftiger Schwelle und Rähm sowie Füllhölzern, Eckstreben, regelmäßiges engstieliges Fachwerk, Fenster denkmalgerecht erneuert, Giebel verschiefert, Satteldach, neue Schleppgaube. Denkmalwert: baugeschichtlicher Wert als zeittypisches, gut erhaltenes Fachwerkhaus des beginnenden 19. Jh. (LfD/2011.) | 09230153 |
|                                         | Villa mit Bedienstetenwohnhaus, Villengarten (Gartendenkmal) und Einfriedung | Altenburger Straße 5 (Karte)       | 1896                          | ortsbildprägender Gebäudekomplex, zeittypischer Historismusbau in sehr gutem Originalzustand, von baukünstlerischer und baugeschichtlicher Bedeutung. Villa: 1896 für den Carton- und Papierfabrikanten Leonhardt erbaut. Prachtvoller zweigeschossiger Putzbau über unregelmäßigem Grundriss mit zahlreichen Türmen und Erkern über kreisförmigem, rechteckigem bzw. polygonalem Grundriss, abschließend durch Welsche Haube mit Bekrönung bzw. Laterne u. a. Dächern. Sockel mit Natursteinverblendung, ebenso Gesims zwischen Keller- und Erdgeschoss, Fenstereinfassungen und Verdachungen Sandstein. Hauseingang seitlich am polygonalen Treppenhausvorbau. Eingangsüberdachung aus Eisen und Glas. Sehr schöne originale zweiflügelige Haustür mit Ziervergitterungen. Das Gebäude beeindruckt durch seinen guten Originalbestand. Beispielsweise wurden die originalen Fenster und Vergitterungen erhalten und wieder aufgearbeitet, ebenso blieben Bekrönungen im Dachbereich sowie Geländer u. a. Schmuck- und Bauelemente original erhalten. Der Eingangsbereich ist aufwendig gestaltet mit Natursteinverkleidung und Natursteinbekrönung, nachträglich aufgebrachte Inschrift am Treppenhaus „1896“. Die Fassaden werden wesentlich geprägt durch verschieden gestaltete und unregelmäßig angeordnete Fensteröffnungen, so u. a. Rundbogen- und Rechteckfenster in unterschiedlicher Breite und Ausführung, teilweise als gekoppelte Fenster durch Dreieckgiebel zusammengefasst, andererseits auch waagerechte Fensterverdachungen. Das Haus wird durch ein mit Schiefen gedecktes Mansardwalmdach abgeschlossen. Im Inneren der Villa gute bauzeitliche Ausstattung erhalten. Bedienstetenwohnhaus: L-förmiger Grundriss, zweigeschossig, ebenfalls mit Rundbogen- und Rechteckfenstern, Walmdach mit Schieferdeckung, ähnliche Gestaltung wie das Hauptgebäude, Einfriedung (Nebenanlage): Schmiedeeiserner Zaun Neuanfertigung, ebenso die Zaunstore unter Verwendung alter Bestandteile, Auf Grund der künstlerisch anspruchsvollen Gestaltung und der gediegenen handwerklichen Ausführung erlangt die Villa einschließlich ihres Nebengebäudes baukünstlerische und baugeschichtliche Bedeutung. Zugleich kommt dem Baukomplex orts- und personengeschichtliche Bedeutung zu. Als Villa des für die Ortsgeschichte von Crossen außerordentlich verdienstvollen Fabrikanten Leonhardt wird sie auch zum Denkmal der Ortsentwicklung und der Industriegeschichte Crossens. Zudem die ehemalige Carton- und Papierfabrik Leonhardt heute nicht mehr existiert. (LfD/2011.) | 09230293 |
| Direkt Bild zu diesem Denkmal hochladen | Sachgesamtheit Schwimmbad mit Schwimmbecken, drei Umkleidehäusern und Pförtnerhaus (Einzeldenkmale – siehe auch Obj. 09302332, gleiche Anschrift) sowie Teilen der Einfriedung (Sachgesamtheitsteil)               | Am Birkengrundbach abseits (Karte) | 1925                          | in gutem Originalzustand überlieferte Anlage von regionalhistorischem Wert. Das Freibad Crossen wurde 1925 angelegt. Es handelt sich um eine zur Entstehungszeit moderne Sportanlage mit Sportschwimmbecken und großer Freifläche. Die Umkleidekabinen und das Pförtnerhaus der Erbauungszeit blieben ebenso wie das Schwimmbecken erhalten und wurden in den vergangenen Jahren restauriert. Das Schwimmbad wurde als Sachgesamtheit nach § 2 Abs. 5b des Sächsischen Denkmalschutzgesetzes vom März 1993 ausgewiesen. Diese Sachgesamtheit enthält die nachfolgend beschriebenen Einzeldenkmale. 1. zwei Umkleidehäuser: lang gestreckte Holzbauten mit offenem Mittelteil und geschlossenen Seitenteilen mit Umkleidekabinen, eingeschossige Holzständerbauten mit Verbretterung und Walmdächern, beide Bauten befinden sich neben dem Schwimmbecken, 2. kleines Umkleidehaus: eingeschossige Holzkonstruktion mit sechs Kabinen und Walmdach, 3. Pförtnerhaus: eingeschossig mit Satteldach und überdachtem Gang auf konischen Pfosten, Fenster eingerahmt von gesägten Brettern ebenso die Tür, ursprünglich auch als Sommerunterkunft des Bademeisters genutzt, 4. Schwimmerbecken: großes ungeteiltes Wasserbecken mit unregelmäßigem Grundriss, seitliche Wandflächen schräg zur Wasserfläche, drei Startblöcke, Schwimmer- und Nichtschwimmerbereich sowie abgetrenntes Planschbecken, sehr guter Originalzustand, fast unverändert erhalten. Der Denkmalwert ergibt sich aus der ortsgeschichtlichen und sportgeschichtlichen Bedeutung der Anlage. Denkmalwürdig ist das Freibad auf Grund der Vollständigkeit der Anlage (Komplexität) und der Authentizität. (LfD/2011.) | 09231458 |
| Direkt Bild zu diesem Denkmal hochladen | Einzeldenkmale der Sachgesamtheit Schwimmbad: Schwimmbecken, drei Umkleidehäuser und Pförtnerhaus (siehe auch Sachgesamtheit gleiche Anschrift – siehe auch Obj. 09231458)                                         | Am Birkengrundbach abseits (Karte) | 1925                          | in gutem Originalzustand überlieferte Anlagenteile von regionalhistorischem und baugeschichtlichem Wert. Das Freibad Crossen wurde 1925 angelegt. Es handelt sich um eine zur Entstehungszeit moderne Sportanlage mit Sportschwimmbecken und großer Freifläche. Die Umkleidekabinen und das Pförtnerhaus der Erbauungszeit blieben ebenso wie das Schwimmbecken erhalten und wurden in den vergangenen Jahren restauriert. Das Schwimmbad wurde als Sachgesamtheit nach § 2 Abs. 5b des Sächsischen Denkmalschutzgesetzes vom März 1993 ausgewiesen. Diese Sachgesamtheit enthält die nachfolgend beschriebenen Einzeldenkmale. 1. zwei Umkleidehäuser: lang gestreckte Holzbauten mit offenem Mittelteil und geschlossenen Seitenteilen mit Umkleidekabinen, eingeschossige Holzständerbauten mit Verbretterung und Walmdächern, beide Bauten befinden sich neben dem Schwimmbecken, 2. kleines Umkleidehaus: eingeschossige Holzkonstruktion mit sechs Kabinen und Walmdach, 3. Pförtnerhaus: eingeschossig mit Satteldach und überdachtem Gang auf konischen Pfosten, Fenster eingerahmt von gesägten Brettern ebenso die Tür, ursprünglich auch als Sommerunterkunft des Bademeisters genutzt, 4. Schwimmerbecken: großes ungeteiltes Wasserbecken mit unregelmäßigem Grundriss, seitliche Wandflächen schräg zur Wasserfläche, drei Startblöcke, Schwimmer- und Nichtschwimmerbereich sowie abgetrenntes Planschbecken, sehr guter Originalzustand, fast unverändert erhalten. Der Denkmalwert ergibt sich aus der ortsgeschichtlichen und sportgeschichtlichen Bedeutung der Anlage. Denkmalwürdig ist das Freibad auf Grund der Vollständigkeit der Anlage (Komplexität) und der Authentizität. (LfD/2011.) | 09302332 |
| Direkt Bild zu diesem Denkmal hochladen | Ehemaliges Wohnstallhaus | Crossener Kirchstraße 1 (Karte)    | um 1700                       | zeittypisches Fachwerkhaus von baugeschichtlichem Wert. Zweigeschossiges, ehemaliges Wohnstallhaus, ursprünglich vermutlich Bestandteil eines Bauerngutes. Erdgeschoss massiv und verändert, Fachwerk-Obergeschoss, vermutlich um 1700 erbaut, mit Balustern in den Brüstungsfeldern, kräftige Ständer, aufgeblattete Kopfstreben, zweiriegelig. Steiles Satteldach, Giebel vorkragend. Heute nur noch selten anzutreffende Fachwerkkonstruktion, im Ort einmalig. Baugeschichtlich bedeutsam als Zeugnis ländlichen Bauens des beginnenden 18. Jh., ortsgeschichtlich bedeutsam als eines der ältesten noch erhaltenen ländlichen Wohn- und Wirtschaftsgebäude sowie ortsbildprägend, als Teil des Ortskerns von Crossen. (LfD/2011.) mit Fachwerk (Docken und stilisierte Lebensbäume mit aufgeblatteten Kopfstreben), Erdgeschoss massiv. | 09231677 |
| Direkt Bild zu diesem Denkmal hochladen | Wohnstallhaus eines Dreiseithofes | Crossener Kirchstraße 2            |                               | | 09303783 |
| Direkt Bild zu diesem Denkmal hochladen | Ehemaliges Wohnstallhaus eines ehemaligen Bauernhofes | Crossener Kirchstraße 4 (Karte)    | Mitte 18. Jh.                 | ursprünglich Umgebindehaus, mehrfach überformt von baugeschichtlichem und ortsgeschichtlichem sowie ortsbildprägendem Wert. Um 1750 erbautes ehemaliges Wohnstallhaus. Zweigeschossiges Gebäude über längsrechteckigem Grundriss mit massivem, stark verändertem Erdgeschoss sowie Fachwerk-Obergeschoss, leicht vorkragend mit gefaster Schwelle und Füllhölzern. Zweiriegeliges Fachwerk mit gezapften Streben. Haus giebelseitig verlängert und baulich verändert. Am zugewandten Giebel zu große Fensteröffnungen. Leicht geschweiftes Satteldach. Denkmalwert: baugeschichtlicher, ortsgeschichtlicher und ortsbildprägender Wert auf Grund der relativ alten (zwar leicht veränderten) Fachwerkkonstruktion sowie seines Standortes unmittelbar in Kirchennähe und als Dokument der alten Dorfgeschichte Crossens. (LfD/2011.) | 09231708 |
| Direkt Bild zu diesem Denkmal hochladen | Kirche (mit Ausstattung, u. a. Flügelaltar von Leonhard Herrgott) und Kriegerdenkmal für Gefallene des Ersten Weltkrieges vor der Kirche                                                                           | Crossener Kirchstraße 5 (Karte)    | 1476 erbaut                   | Saalkirche mit gotischem Chor mit bemerkenswerter Innenausstattung, das Ortsbild maßgeblich prägend, von künstlerischer, baugeschichtlicher sowie ortsgeschichtlicher Bedeutung. Südlich der Kirche Kriegerdenkmal für die während des Ersten Weltkrieges gefallenen Gemeindemitglieder, schlichter Stein aus Rochlitzer Porphyrtuff von ortsgeschichtlicher Bedeutung. Der Denkmalwert der Dorfkirche ergibt sich aus ihrer künstlerischen, baugeschichtlichen und ortsgeschichtlichen Bedeutung sowie ihrer großen Bedeutung für das Ortsbild. Saalkirche mit gotischem Chor, um 1476 als Kapelle Unserer Lieben Frau zur Weiden erbaut, 1533 Langhaus. Umbau 1847 und 1888 von Oscar Mothes (innen). Putzbau mit eingezogenem 3/8-Chor und Strebepfeilern, oktogonaler Dachreiter und Maßwerkfenster. Im Innern flach gedeckt, an drei Seiten Emporen mit aufwendiger hölzerner Zier an Balken und Brüstung. Chor und Sakristei an der Nordseite mit Kreuzrippengewölbe, im Chor mit bäuerlichen Malereien, Szenen aus dem Leben Christi, darunter Spruchbänder, um 1650. Am Chorbogen neugotische Rankenmalerei, im Zentrum Lamm Gottes. – Beachtlicher Schnitzaltar von Leonhard Herrgott, um 1520, in der Predella in ovaler Rahmung Abendmahl, im Schrein Mondsichelmadonna, seitlich die hl. Katharina und Barbara. In den Flügeln Dorothea und Margareta. Auf den Außenseiten gemalt Petrus und Paulus. – Die übrige Ausstattung von 1888: Kanzel mit den Evangelisten in den Blendbögen des Korbs, Sandsteintaufe in Kelchform. – Hölzernes Kruzifix an der Nordseite des Chores, 16. Jh., am Chorbogen Schnitzfigur des Salvator mundi, M. 17. Jh. – Orgel von Schüßler, 1975. (Quelle: Dehio Sachsen Bd. II. 1998.) 1476 als neue Kapelle „Unserer Liebfrauen zur Weiden“ der Patronin der Korbflechter erbaut, erneuert 1847 und 1888, einschiffig, mit Eckstrebepfeilern besetzt, mit Spitzbogenfenstern und Dachreiter. Chor und Sakristei mit gerippten Kreuzgewölben. Biblische Gemälde aus der Zeit 1650. Fenster ziert nasenloses, spätgotisches Maßwerk. Ältester Teil ist der Nordgiebel der Sakristei mit sandsteinernem Kopf. Vorraum in Spätgotik mit Gewölberippen und eigenartigen Deckengemälden. Altarwerk mit zwei Flügeln mit geschnitzten Figuren: Dorothea, Katharina, Maria, Barbara, Margaretha. Auf der Rückseite gemalt Petrus und Paulus. Die Figur der Katharina steht auf einem Mann mit Streitkolben, die der Barbara auf einem Mann ohne Zeichen. Entstanden 1477 (1930 aufgefrischt). Lesepultchen mit Stern und Kreuz im Kerbschnitt von 1477. Cruzifix aus Silber. Ein lebensgroßer Cruzifixus an der Wand und ein kleiner über der Sakristeitür. Die große Glocke von Peter Mulich in Zwickau. Kriegerdenkmal mit Inschrift: „GEDENKEN/DER IM KRIEGE/1914–1918/FÜRS VATERLAND/GEFALLENEN.“ (seitlich die Namen der Gefallenen), Darstellung eines Kranzes mit Lorbeerblättern | 09231595 |
| Direkt Bild zu diesem Denkmal hochladen | Ehemalige Kirchschule, gegenwärtig Wohnhaus | Crossener Kirchstraße 7 (Karte)    | um 1750                       | Gebäude mit zweifarbig verschiefertem Obergeschoss und Nebengebäude mit Fachwerk von ortsgeschichtlicher und baugeschichtlicher Bedeutung. Ehemalige Kirch- und Dorfschule, um 1750 erbaut, mit zugehörigem Nebengebäude. Beides Fachwerkbauten mit massiven Erdgeschossen. Die Schule mit zweifarbiger Schieferverblendung. Das gut erhaltene Gebäudeensemble befindet sich in unmittelbarer Nähe der Kirche. Auf Grund seiner ursprünglichen Funktion erlangt der Gebäudekomplex einen hohen heimatgeschichtlichen Wert. Die prägende Lage im Ortskern begründet ebenso eine städtebauliche Bedeutung. (LfD/2011.) | 09231705 |
| Direkt Bild zu diesem Denkmal hochladen | Wohnstallhaus, Scheune, Seitengebäude und Einfassung der Miststatt eines Dreiseithofes | Crossener Kirchstraße 8 (Karte)    | um 1759                       | vollständig erhaltener Bauernhof mit wertvollen Fachwerkbauten von großer baugeschichtlicher und ortsgeschichtlicher sowie sozialgeschichtlicher Bedeutung. Geschlossen erhaltener Dreiseithof, teilweise saniert, mit wertvollem Baubestand, Wohnstallhaus: zweigeschossiges Gebäude, im Erdgeschoss massiv unterfahren, dort Garagen, die Türeinfassung verändert, Fachwerk-Obergeschoss zweiriegelig mit zahlreichen V-Streben, steiler Giebel, das Obergeschoss sowie das Giebeldreieck vorkragend, Schiffchenkehlung an der Schwelle, Abschluss durch steiles Satteldach. Scheune: eingeschossiges Fachwerkgebäude, flaches Satteldach (erneuert in veränderter Dachneigung), gut erhaltenes kleines Holzschiebetor sowie Klappladen, Fachwerkkonstruktion unverändert. Seitengebäude: neben dem Wohnstallhaus stehend, zweigeschossiges Gebäude mit massivem Erdgeschoss und einfachem Fachwerk-Obergeschoss, dort Holztür, ebenfalls am Giebel Ladeluke, Satteldach schiefergedeckt. Wertvolles Ensemble ländlicher Wohn- und Wirtschaftsgebäude aus dem 18. und 19. Jh. in gutem Originalzustand von großer bau-, orts- und sozialgeschichtlicher sowie städtebaulicher Bedeutung. (LfD/2011.) Giebel des Wohnstallhauses mit Rautenornamenten, engstiligem Fachwerk und vorkragender Schwelle mit Schiffchenkehle, Scheune mit neuem Dach. | 09231706 |
| Direkt Bild zu diesem Denkmal hochladen | Ehemaliges Wohnstallhaus sowie Scheune und Seitengebäude eines Dreiseithofes | Crossener Kirchstraße 9 (Karte)    | 1627 Dendro                   | sehr altes bäuerliches Fachwerkwohnhaus mit zugehörigen Wirtschaftsgebäuden von großer baugeschichtlicher Bedeutung. Kleiner Bauernhof, bestehend aus dem Wohnstallhaus, erbaut vermutlich im 17. Jh. sowie einer Scheune und einem Seitengebäude, beide nach 1945 erbaut. Wohnstallhaus: zweigeschossiges Gebäude mit massivem und verändertem Erdgeschoss, Fachwerk-Obergeschoss komplett verschiefert mit zweifarbiger Spitzwinkelschablonenverkleidung (das Fachwerk vermutlich einrieglig, da die Fenster unmittelbar unter der Traufe angeordnet sind), steilem geschweiftem Satteldach, Scheune und Seitengebäude: zweigeschossig, das Seitengebäude verputzter Massivbau, die Scheune mit verbrettertem Fachwerk-Obergeschoss, großem originalem Holzschiebetor, beide Gebäude mit Satteldach abschließend, in ihrer Konstruktion und Gestaltung der ländlichen Bauweise des 19. Jh. entsprechend. Der Denkmalwert des Wohnstallhauses ergibt sich aus der großen baugeschichtlichen Bedeutung des Hauses als Zeugnis ländlichen Bauens des 17. Jh. Als seltene Beispiele ländlichen Bauens nach 1945 in traditioneller Form erlangen auch beide Wirtschaftsgebäude baugeschichtliche Bedeutung. (LfD/2011.) | 09231707 |
| Direkt Bild zu diesem Denkmal hochladen | Wohnstallhaus eines Dreiseithofes | Crossener Kirchstraße 11 (Karte)   | 18. Jh.                       | zeit- und landschaftstypisches Fachwerk-Wohnhaus mit massivem Erdgeschoss, von baugeschichtlicher und ortsgeschichtlicher Bedeutung. Bauernhaus des 18. Jh., zweigeschossig, massives Erdgeschoss mit zu großen Fensteröffnungen, Fachwerk-Obergeschoss teilweise noch bauzeitliche Fenstergrößen. Vermutlich blieb die originale Fachwerkkonstruktion des 18. Jh. erhalten. Heute Obergeschoss neu verschiefert. Giebeldreieck leicht vorspringend. Abschluss durch steiles Satteldach. Nachträglicher massiver Eingangsvorbau ohne Denkmalwert. Denkmalwert: baugeschichtlicher, ortsgeschichtlicher und ortsbildprägender Wert als Zeugnis des Bauens des 18. Jh. sowie als wichtiger Bestandteil des alten Dorfkerns von Crossen. (LfD/2011.) | 09231709 |
| Direkt Bild zu diesem Denkmal hochladen | Wohnstallhaus und Seitengebäude eines Dreiseithofes | Korbweg 1 (Karte)                  | letztes Drittel 17. Jh.       | hausgeschichtlich bemerkenswertes Bauensemble von baugeschichtlicher, städtebaulicher und ortsgeschichtlicher Bedeutung. Heute Wohnhaus, ehemaliges Wohnstallhaus: Erdgeschoss massiv unterfahren und baulich verändert, Fachwerk-Obergeschoss mit aufgeblatteten Kopfstreben an der Hoftraufseite, die zugewandte Giebelseite und abgewandte Traufseite verbrettert, Fensteröffnungen teilweise nachträglich vergrößert, steiles geschweiftes Satteldach. Seitengebäude: zweigeschossig, im Erdgeschoss verändert, Fachwerk-Obergeschoss, ehemals mit Oberlaube, heute verkleidet und verbrettert, Satteldachabschluss. Denkmalwert: baugeschichtlich und sozialgeschichtlich bedeutsam als Zeugen der ländlichen Bauweise des 17. und 18. Jh., ortsbildprägend auf Grund der Lage neben der Kirche sowie ortsgeschichtlich bedeutsam als Teil des alten Dorfkerns von Crossen. (LfD/2011.) einmalig im Kreisgebiet, Wohnhaus: Fachwerk-Obergeschoss mit Andreaskreuzen und Rauten, teilweise verbrettert, Seitengebäude: verkleidete Oberlaube. | 09231678 |
| Direkt Bild zu diesem Denkmal hochladen | Wohnstallhaus eines ehemaligen Dreiseithofes | Mittelstraße 3 (Karte)             | um 1680                       | aufwendig verziertes Fachwerkgebäude, singulär im Landschaftsraum von großer baugeschichtlicher sowie ortsgeschichtlicher Bedeutung. Vermutlich in der 2. Hälfte des 17. Jh. erbautes ehemaliges Wohnstallhaus. Zweigeschossiger Fachwerkbau mit massivem Erdgeschoss über längsrechteckigem Grundriss. Im Erdgeschoss baulich verändert. Obergeschoss Fachwerkkonstruktion mit sog. „Feuerböcken“ (Andreaskreuzen) in den Brüstungsfeldern sowie Rautenornamente am Giebeldreieck. Fenster denkmalgerecht saniert. Schwelle und Füllhölzer des Obergeschosses mit Schiffchenkehlung, beide leicht vorkragend. Denkmalwert: große baugeschichtliche Bedeutung auf Grund der Seltenheit der Fachwerkkonstruktion sowie ortsgeschichtliche Bedeutung als Teil des historischen Ortskerns von Crossen. (LfD/2011.) | 09231641 |
| Direkt Bild zu diesem Denkmal hochladen | Ehemalige Dorfschmiede, heute Wohnhaus | Mittelstraße 4 (Karte)             | um 1700                       | altes Fachwerkgebäude mit verändertem Erdgeschoss von ortsgeschichtlicher und hausgeschichtlicher Bedeutung. Ehemalige Dorfschmiede, später Wohnhaus, um 1700 erbaut. Zweigeschossiges Gebäude mit verändertem massivem Erdgeschoss, Fachwerk-Obergeschoss verkleidet bzw. fachwerksichtig. Der Giebel mit K-Streben. Steiles Satteldach – Kehlbalkendach mit geblatteten Kehlbalken. Denkmalwert: auf Grund seiner Ursprungsfunktion als alte Dorfschmiede und als Teil des historischen Dorfkernes von ortsgeschichtlicher Bedeutung. Hausgeschichtlich bedeutsam durch das gut erhaltene, sehr alte Fachwerk im Obergeschoss und den bauzeitlichen Dachstuhl. (LfD/2011.) ursprünglich alte Dorfschmiede | 09231713 |
| Direkt Bild zu diesem Denkmal hochladen | Wohnstallhaus und Seitengebäude eines ehemaligen Bauernhofes | Mittelstraße 8 (Karte)             | 1. Drittel 18. Jh.            | markantes Fachwerkensemble, baugeschichtliche und osrtsgeschichtlich bedeutend. | 09304470 |
| Direkt Bild zu diesem Denkmal hochladen | Wohnstallhaus eines Bauernhofes | Mittelstraße 10 (Karte)            | 1. Drittel 18. Jh.            | traditionelles Fachwerkhaus des beginnenden 18. Jh. mit verändertem Erdgeschoss von großem baugeschichtlichem Wert. Zweigeschossiges ländliches Wohnhaus, vermutlich 1. Drittel 18. Jh., über längsrechteckigem Grundriss errichtet. Erdgeschoss baulich verändert, Fachwerk-Obergeschoss vorkragend mit gefaster Schwelle, Füllhölzern, zweirieglig, gezapften Streben, weitgehend original erhalten. Zierverschieferung am Giebel, traufseitig vorkragendes Satteldach. Denkmalwert: baugeschichtlicher Wert als Zeugnis des Bauhandwerkes des 18. Jh. sowie ortsgeschichtlicher Wert als Teil des historischen Dorfkerns von Crossen. (LfD/2011.) | 09303785 |
| Direkt Bild zu diesem Denkmal hochladen | Sachgesamtheit Friedhof Crossen mit den Einzeldenkmalen: Friedhofskapelle und Erbbegräbnis der Familie des Papierfabrikanten Christian Gottlieb Leonhardt (siehe Einzeldenkmale gleiche Anschrift – Obj. 09301847) | Pölbitzer Weg (Karte)              | ab 1870                       | Anlage von ortsgeschichtlicher Bedeutung. Der Friedhof Crossen wurde um 1865 nach einer Cholera-Epidemie außerhalb des Ortes angelegt. Friedhofsgestaltung: Vor der Feierhalle befindet sich ein quadratischer Platz, der mit Rotdorn aus der Zeit der Anlegung gefasst ist. Die Anlage wird durch Nadelgehölze gestört. In Nord/West-Süd/Ost-Richtung verläuft eine lindenbestandene Querallee. Hinter der Friedhofskapelle befindet sich eine größere Gruppe von Lebensbäumen aus der Erbauungszeit der Kapelle. Der Aufgang zum Friedhof ist auf der rechten Seite mit Linden bepflanzt und links mit einem schmiedeeisernen Zaun zum Friedhof hin abgegrenzt. Entlang des Zaunes stehen Rhododendren aus der Entstehungszeit. Die Toranlage ist ebenfalls erbauungszeitlich. Sie besteht aus gemauerten, verputzten Säulen und einem schmiedeeisernen Tor. Der Friedhof wurde als Sachgesamtheit nach § 2 Abs. 5b SächsDschG vom 3. März 1993 ausgewiesen. Darin sind die folgenden Einzeldenkmale enthalten: · Erbbegräbnis Fam. Leonhardt: u. a. für Christian Gottlieb Leonhardt Papierfabrikant, Gruft mit vier Gräbern, davon zwei mit Kupferabdeckung, am oberen Ende ein Holzkreuz mit kupferner Inschrifttafel – hinter der Familiengruft Leonhardt Plastik eines Engels aus Betonguss – schlechter Erhaltungszustand, Flügel fehlen · Friedhofskapelle: Mittelbau mit Apsis und zwei kleinen Seitenflügeln, Putzfassaden, aufgeputzte Eckquaderung, Rundbogenöffnungen, Türen und Fenster im Original erhalten, Fenster mit einfacher Bleirutenverglasung, Als nunmehr einzige Begräbnisstätte des einstigen Dorfes Crossen erlangt der Friedhof ortsgeschichtliche Bedeutung. Der Denkmalwert des genanntes Grabes ergibt sich aus dessen orts- und personengeschichtlicher Bedeutung auf Grund der großen Bedeutung der Papierfabrikanten für die Ortsentwicklung und die Industriegeschichte Zwickaus. Als typische, weitgehend original erhalten Friedhofskapelle, kommt dieser ein baugeschichtlicher Wert zu. (LfD/2011.) · Friedhofsgestaltung: Vor der Feierhalle befindet sich ein quadratischer Platz, der mit Rotdorn aus der Zeit der Anlegung gefasst ist. Die Anlage wird durch Nadelgehölze gestört. In Nord/West-Süd/Ost-Richtung verläuft eine lindenbestandene Querallee. Hinter der Friedhofskapelle befindet sich eine größere Gruppe von Lebensbäumen aus der Erbauungszeit der Kapelle. Der Aufgang zum Friedhof ist auf der rechten Seite mit Linden bepflanzt und links mit einem schmiedeeisernen Zaun zum Friedhof hin abgegrenzt. Entlang des Zaunes stehen Rhododendren aus der Entstehungszeit. Die Toranlage ist ebenfalls erbauungszeitlich. Sie besteht aus gemauerten, verputzten Säulen und einem schmiedeeisernen Tor. | 09230348 |
| Direkt Bild zu diesem Denkmal hochladen | Einzeldenkmale der o. g. Sachgesamtheit: Friedhofskapelle und Erbbegräbnis der Familie des ehemaligen Papierfabrikanten Christian Gottlieb Leonhardt                                                               | Pölbitzer Weg (Karte)              | um 1905/10 (Friedhofskapelle) | Friedhofsbestandteile von baugeschichtlichem bzw. ortsgeschichtlichem Wert (siehe auch Sachgesamtheit gleiche Anschrift – Obj. 09230348). Der Friedhof Crossen wurde um 1865 nach einer Cholera-Epidemie außerhalb des Ortes angelegt. Friedhofsgestaltung: Vor der Feierhalle befindet sich ein quadratischer Platz, der mit Rotdorn aus der Zeit der Anlegung gefasst ist. Die Anlage wird durch Nadelgehölze gestört. In Nord/West-Süd/Ost-Richtung verläuft eine lindenbestandene Querallee. Hinter der Friedhofskapelle befindet sich eine größere Gruppe von Lebensbäumen aus der Erbauungszeit der Kapelle. Der Aufgang zum Friedhof ist auf der rechten Seite mit Linden bepflanzt und links mit einem schmiedeeisernen Zaun zum Friedhof hin abgegrenzt. Entlang des Zaunes stehen Rhododendren aus der Entstehungszeit. Die Toranlage ist ebenfalls erbauungszeitlich. Sie besteht aus gemauerten, verputzten Säulen und einem schmiedeeisernen Tor. Der Friedhof wurde als Sachgesamtheit nach § 2 Abs. 5b SächsDschG vom 3. März 1993 ausgewiesen. Darin sind die folgenden Einzeldenkmale enthalten: · Erbbegräbnis Fam. Leonhardt: u. a. für Christian Gottlieb Leonhardt Papierfabrikant, Gruft mit vier Gräbern, davon zwei mit Kupferabdeckung, am oberen Ende ein Holzkreuz mit kupferner Inschrifttafel – hinter der Familiengruft Leonhardt Plastik eines Engels aus Betonguss – schlechter Erhaltungszustand, Flügel fehlen · Friedhofskapelle: Mittelbau mit Apsis und zwei kleinen Seitenflügeln, Putzfassaden, aufgeputzte Eckquaderung, Rundbogenöffnungen, Türen und Fenster im Original erhalten, Fenster mit einfacher Bleirutenverglasung, Als nunmehr einzige Begräbnisstätte des einstigen Dorfes Crossen erlangt der Friedhof ortsgeschichtliche Bedeutung. Der Denkmalwert des genanntes Grabes ergibt sich aus dessen orts- und personengeschichtlicher Bedeutung auf Grund der großen Bedeutung der Papierfabrikanten für die Ortsentwicklung und die Industriegeschichte Zwickaus. Als typische, weitgehend original erhalten Friedhofskapelle, kommt dieser ein baugeschichtlicher Wert zu. (LfD/2011.) · Friedhofsgestaltung: Vor der Feierhalle befindet sich ein quadratischer Platz, der mit Rotdorn aus der Zeit der Anlegung gefasst ist. Die Anlage wird durch Nadelgehölze gestört. In Nord/West-Süd/Ost-Richtung verläuft eine lindenbestandene Querallee. Hinter der Friedhofskapelle befindet sich eine größere Gruppe von Lebensbäumen aus der Erbauungszeit der Kapelle. Der Aufgang zum Friedhof ist auf der rechten Seite mit Linden bepflanzt und links mit einem schmiedeeisernen Zaun zum Friedhof hin abgegrenzt. Entlang des Zaunes stehen Rhododendren aus der Entstehungszeit. Die Toranlage ist ebenfalls erbauungszeitlich. Sie besteht aus gemauerten, verputzten Säulen und einem schmiedeeisernen Tor. | 09301847 |
|                                         | Rathaus und Nebengebäude (Garage) | Rathausstraße 9 (Karte)            | 1926                          | repräsentatives Verwaltungsgebäude in sehr gutem Originalzustand von baugeschichtlicher, ortsgeschichtlicher und städtebaulicher Bedeutung. Rathaus des ursprünglich eigenständigen Dorfes Crossen bei Zwickau, 1926 erbaut. Dreigeschossiger repräsentativer Putzbau mit Porphyr-Gestaltungselementen der Fassade, wie z. B. Türportale, Fenstereinfassungen, Gurtgesims zwischen zweitem und drittem Stockwerk sowie Eckquaderungen. Das Gebäude ist klar gegliedert, wobei das Erdgeschoss durch breite Rundbogenfenster gestalterisch betont wird. Der Haupteingang des Rathauses befindet sich in der Mitte der Straßentraufseite. Ein Treppenaufgang (mit Porphyrabdeckplatten versehen) führt zum Hauseingang, der durch ein breites Portal eingefasst wird. Links neben der Haustür befindet sich ein Relief mit Darstellungen örtlichen Handwerks und Gewerbes (z. B. Bierbrauerei, Landwirtschaft, Müller), ebenfalls aus Rochlitzer Porphyrtuff. Der Eingang ist überdacht und mit schönen Wasserspeiern (Löwenköpfe darstellend) versehen. Die Haustür mit Vergitterung sowie Lampe am Oberlichtfenster und die gesprossten Kastenfenster blieben original erhalten. Seitlich des Hauseingangs befindet sich im Sockelgeschoss der Eingang zur ehemaligen Polizeiwache, worauf die über der Tür befindliche Inschrift „Polizei“ hinweist. Das Gebäude wird durch ein mit Schiefern gedecktes Satteldach mit Uhrtürmchen abgeschlossen. Neben dem Rathaus, etwas zurückgesetzt im Grundstück steht die zeitgleich mit dem Rathaus erbaute Garage, ein eingeschossiger Putzbau mit rundbogigen Garagentoren, sprossengeteilten Fenstern, originalen Türen und hohem Walmdach mit Dachhecht. Die architektonisch anspruchsvolle Gestaltung von Rathaus und Nebengebäude begründet den baukünstlerischen Wert beider Gebäude. Durch ihre Authentizität kommt diesen auch eine große baugeschichtliche und als Zeugnis ortsentwicklungsgeschichtlicher Prozesse und als Verwaltungszentrum eine große ortsgeschichtliche Bedeutung zu. (LfD/2011.) repräsentativer Putzbau mit Porphyrgewänden | 09231640 |
| Direkt Bild zu diesem Denkmal hochladen | Hälfte eines Doppelmietshauses (zugehörig Nr. 9) | Schneppendorfer Straße 7 (Karte)   | 1891                          | zeittypischer Putzbau in gutem Originalzustand von baugeschichtlichem Wert. Mietshaus, um 1900 erbaut. Zweigeschossiger Putzbau über sechs Achsen mit Mittelrisalit, dieser zweiachsig. Sockel roter Granit, Kellerfenster durch Klinker eingefasst. Im Erdgeschoss Putznutungen und einfache Putzeinfassungen der Fenster. Zwischen Erdgeschoss und Obergeschoss profiliertes Gurtgesims. Das Obergeschoss durch Putzdekorationen an den Fensterbrüstungen, profilierte Fenstergewände sowie waagerechte Fensterverdachungen gestalterisch betont. Flaches Satteldach mit zweiachsigem Dacherker. Denkmalwert: Als weitgehend authentisch erhaltenes Mietshaus der Zeit um 1900 baugeschichtlich bedeutsam. Zugleich dokumentiert das städtische Wohnhaus die Ortsentwicklung in Folge der Industrialisierung Crossens. (LfD/2011.) | 09231765 |
| Direkt Bild zu diesem Denkmal hochladen | Hälfte eines Doppelmietshauses in offener Bebauung | Schneppendorfer Straße 9 (Karte)   | 1896                          | mit Ladeneinbau (zugehörig Nummer 7), zeittypisches Mietshaus von baugeschichtlichem Wert. Mietshaus mit Laden, um 1900 erbaut. Ähnliche Gestaltung wie das Nachbarhaus, Mittelrisalit mit Laden. Denkmalwert: baugeschichtlicher Wert als Dokument des Mietshausbaus um 1900, zugleich ortsgeschichtlich bedeutsam als Zeugnis der Ortsentwicklung auf Grund der zunehmenden Industrialisierung. (LfD/2011.) | 09231766 |
| Direkt Bild zu diesem Denkmal hochladen | Wohnstallhaus und Seitengebäude eines Bauernhofes | Schneppendorfer Straße 15 (Karte)  | um 1640 (Wohnstallhaus)       | Wohnhaus mit sehr alter Fachwerkkonstruktion, Seitengebäude zeittypische Konstruktion, beide Gebäude von baugeschichtlicher Bedeutung. Gut erhaltener Bauernhof im Ortskern von Crossen mit wertvollen Fachwerkbauten aus verschiedenen Jahrhunderten. Wohnstallhaus: ältester Teil Fachwerk hofseitig, Bauzeit vermutlich um 1640, Haus nachträglich traufseitig erweitert mit neuerem Dachstuhl, vermutlich 19. Jh. Erdgeschoss massiv unterfahren mit zu breiten Fenstern, traufseitiger Anbau ohne Denkmalwert, Fachwerk-Obergeschoss teils verschiefert, Hofseite fachwerksichtig. Fachwerkkonstruktion dort mit paarweise angeordneten geraden Andreaskreuzen in den Brüstungsfeldern unterhalb der Fenster, aufgeblatteten Kopfstreben (teilweise als „V“ ausgebildet), vorkragender Schwelle. Füllhölzer, Rähm und Schwelle gefast. Seitengebäude im rechten Winkel zum Wohnstallhaus stehend, Erdgeschoss massiv, Fachwerk-Obergeschoss. Schlichtes Wirtschaftsgebäude des 19. Jh. Abschluss durch Satteldach. Denkmalwert: große baugeschichtliche Bedeutung des Wohnstallhauses auf Grund der sehr seltenen Fachwerkkonstruktion (singulär für Crossen), vermutlich im Kern ältestes Wohnstallhaus des Dorfes. Das Seitengebäude baugeschichtlich bedeutsam als traditionelles Wirtschaftsgebäudes des beginnenden 19. Jh. in gutem Originalzustand. Der Hof erlangt ortsgeschichtliche Bedeutung als wichtiger Bestandteil des alten Dorfkerns von Crossen. (LfD/2011.) Wohnstallhaus: Fachwerk (Andreaskreuze und stilisierte Lebensbäume) | 09231679 |
|                                         | Feuerwache Crossen | Schneppendorfer Straße 21 (Karte)  | 1932                          | städtebaulich dominanter Putzbau von baugeschichtlicher, ortsgeschichtlicher und städtebaulicher Bedeutung. Feuerwache von Crossen, 1932 erbaut. Dreigeschossiger Putzbau mit halbrund ausgebildeter Ecke. Im Erdgeschoss Garagen für die Einsatzfahrzeuge mit bauzeitlichen Holztoren. Der Mittelteil und Sockel durch Klinker verblendet, ansonsten farbige Putzflächen (ursprünglich durchgefärbter Putz). Regelmäßig angeordnete fast quadratische Fenster mit vorkragenden Sohlbänken (teils Klinker). Schiefergedecktes Walmdach, große Gaube über dem mittleren Teil des Gebäudes sowie Inschrift: „Gott zur Ehr’ dem Nächsten zur Wehr.“ Denkmalwert: baugeschichtliche Bedeutung als original erhaltene Feuerwache der 1930er Jahre, einer der wenigen Bauten des Heimatstils im Ort, ortsgeschichtlich bedeutsam auf Grund seiner Funktion. (LfD/2011.) | 09231639 |
|                                         | Brunnenhaus der ehemaligen Papierfabrik C. F. Leonhardt Söhne | Straße der Einheit (Karte)         | um 1910 (Brunnenhaus)         | letzter Bestandteil einer ehemals ausgedehnten und für die Stadtgeschichte bedeutsamen Produktionsanlage. Das um 1905 erbaute Brunnenhaus ist das letzte erhaltene Bauwerk einer ursprünglich riesigen Produktionsanlage, die für die Ortsentwicklung von Crossen große Bedeutung als der größte Arbeitgeber des Ortes hatte. Zugleich war sie eines der bedeutendsten Industrieunternehmen Zwickaus und seines Umlandes. Werksgeschichte: Bei den Zellstoffwerken Crossen, hervorgegangen aus der 1895 gegründeten Papierfabrik Leonhardt Söhne, handelt es sich um einen bedeutenden Mühlenstandort, dessen Geschichte bis in das 16. Jahrhundert zurückreicht. Die bereits 1677 erwähnte und aus einer Mahlmühle hervorgegangene Papiermühle des Papiermachers Abraham Mode bestimmte über viele Jahrzehnte die wirtschaftliche Entwicklung von Crossen entscheidend und machte somit diesen Ort zu einem Zentrum der Papierherstellung bzw. der späteren Papier- und Zellstoffindustrie. Einer Untersuchung des Papiermuseums Leipzig zufolge wird vermutet, dass Johann Sebastian Bach Crossener Papier auf Grund seiner guten Qualität für seine Notenhandschriften verwendete. Bisher abgebrochene Anlagenteile, die bis zum Abbruch Bestandteile der Denkmalliste waren: 1. Säureturm: bedeutendes, das Gelände weit überragendes, technologisches Bauwerk zur sogenannten „Kochsäure“-Herstellung (wird für die Zelluloseaufbereitung benötigt), die aus verschiedenen Rohstoffen und hauptsächlich durch Schwefelverbrennung gewonnen wird. Turm aus Stahlbeton, infolge der Schwefel- und Säurebelastung (Kontaminierung) stark angegriffene und korrodierte Bausubstanz, bereits entkernt und zum Abbruch vorgesehen, wahrscheinlich für Deutschland singulär, im Falle der Nichterhaltung des Bauwerkes ist eine Dokumentation unbedingt erforderlich, Abbruch 2008 2. Kraftwerk: nördlich des durch das Gelände führenden Mühlgrabens gelegener Gebäudekomplex, 1913 errichtet und in späteren Jahren umgebaut, Maschinenraum mit Holzdach und Stahlfachwerkbindern, Oberlichter, Kopfbau mit turmartiger Überhöhung am Maschinenhaus (vermutlich Flachbodenbehälter im Sinne eines Wasserturmes), Abbruch 1996 3. sogenannte Papierveredelung bzw. Riegel entlang der Straße der Einheit: industriearchitektonisch aufwendig gestalteter und straßenbildprägender ein- bzw. zweigeschossiger Riegel mit 23 Achsen, Lisenengliederung, Zwillingsfenster mit Segmentbogen, Mittelbetonung durch geschweifte Erker mit Kugelbekrönung und Drillingsfenstern, Fries zwischen den Geschossen, im Erdgeschoss bereits Betonfenster, Abbruch 2002, 4. Wasserturm: früher frei stehend, später durch Schließung des Zwischenraumes bzw. durch bauliche Erweiterungen in westlicher Richtung in den Gebäudekomplex integriert und diesen nur geringfügig überragend, Backsteinbau, achteckiger Turmkopf, Treppenfries im oberen Bereich, Rundfenster (Okuli), vermutlich Zylinderbehälter mit Flachboden, Abbruch 1996, 5. Schornstein: rund, ca. 90 m hoch, Abbruch, 6. Pförtnerhaus: Abbruch 2002, 7. Mühlgraben: relativ breiter Graben, von West nach Nordost durch das Gelände führend, im Westen an das Überfallwehr der Zwickauer Mulde angebunden, Wasserkraft wird im Gelände der Zellstofffabrik nicht genutzt (keine Turbinenkammer), Graben sollte unbedingt auch unter dem Gesichtspunkt einer späteren Wasserkraftnutzung erhalten bleiben. 1996 beseitigt. Einziges erhalten gebliebenes Bauwerk der Industrieanlage: Brunnenhaus: kleines Gebäude, mit Sägezahnfries, Rundbogenfenster, Tür mit Rundbogen, Satteldach mit Schieferdeckung, am nördlichen Ende des Hofes am Eingangsbereich Straße der Befreiung gelegen, letztes erhaltenes Bauwerk der Gesamtanlage. Der Denkmalwert dieses ursprünglich unbedeutenden Nebengebäudes des Industriebetriebes ergibt sich aus dessen Dokumentationswert als letztes Zeugnis dieses wichtigen Abschnitts der Industriegeschichte Zwickaus. (LfD/2011.) | 09231649 |
| Direkt Bild zu diesem Denkmal hochladen | Wohnhaus in offener Bebauung | Straße der Einheit 5 (Karte)       | um 1900                       | eingeschossiger qualitätvoller Klinkerbau in sehr gutem Originalzustand von baukünstlerischer und baugeschichtlicher Bedeutung. Um 1900 erbautes Wohnhaus. Eingeschossiger roter Klinkerbau mit gelben Klinkern dekoriert. Die Fassadengliederung blieb vollständig erhalten. Unregelmäßiger Grundriss, Seitenrisalit mit ausgebautem Dach, ansonsten eingeschossig, durch Krüppelwalmmansarddach abgeschlossen. Originale Gauben aus der Erbauungszeit ebenfalls mit Krüppelwalmdächern. Denkmalwert: baugeschichtliche und baukünstlerische Bedeutung auf Grund der zeittypischen und qualitätvollen Ausbildung der Fassade und des guten originalzustandes. (LfD/2011.) mit Klinkerfassade | 09231767 |
| Direkt Bild zu diesem Denkmal hochladen | Verwaltungsgebäude der ehemaligen Papierfabrik Leonhardt, später Verwaltung der SDAG Wismut | Straße der Einheit 6 (Karte)       | um 1910                       | repräsentatives Verwaltungsgebäude, Putzbau, in sehr gutem Originalzustand, von baukünstlerischer und baugeschichtlicher sowie ortsgeschichtlicher Bedeutung. Ehemaliges Verwaltungsgebäude der Papierfabrik Leonhardt, später der SDAG Wismut in Crossen, um 1920 erbaut. 1895 wurde die Papierfabrik Leonhardt Söhne gegründet. Es handelt sich um einen bedeutenden Mühlenstandort, dessen Geschichte bis in das 16. Jahrhundert zurückreicht. Die bereits 1677 erwähnte und aus einer Mahlmühle hervorgegangene Papiermühle des Papiermachers Abraham Mode bestimmte über viele Jahrzehnte die wirtschaftliche Entwicklung von Crossen entscheidend und machte somit diesen Ort zu einem Zentrum der Papierherstellung bzw. der späteren Papier- und Zellstoffindustrie. Einer Untersuchung des Papiermuseums Leipzig zufolge wird vermutet, dass Johann Sebastian Bach Crossener Papier auf Grund seiner guten Qualität für seine Notenhandschriften verwendete. Zu den wenigen baulichen Zeugnissen dieser Industriegeschichte Zwickaus gehört das zweigeschossige bzw. dreigeschossige Verwaltungsgebäude, ein breit lagernder Putzbau, gegliedert durch Putzpilaster und verschiedene einfache Putz-Stuck-Dekorationen. Der Sockel besteht aus Werksteinen. Die Straßenfassade wird geprägt durch den vierachsigen Mittelrisalit mit Dreieckgiebelbekrönung. Der neoklassizistische Bau bekommt gerade hierdurch einen schlossartigen Charakter. Beeindruckend ist der gute Originalzustand und die baukünstlerische Qualität der Gestaltung. Das ursprünglich zu einem großen Fabrikkomplex gehörende Gebäude, gegenwärtig leerstehend (2011), ist eines der letzten erhaltenen Gebäude der ehemaligen Papierfabrik und der Wismut in Crossen. Der Denkmalwert ergibt sich demzufolge aus der großen ortsgeschichtlichen, industriegeschichtlichen, baugeschichtlichen und baukünstlerischen Bedeutung des Verwaltungsgebäudes. (LfD/2011.) Verwaltungsgebäude: repräsentativer Putzbau Wasserturm mit dem zugehörigen Gebäude der Wasserkläre, Mühlgraben und zwei Wehranlagen: Abbruch 1996 | 09231768 |
| Direkt Bild zu diesem Denkmal hochladen | Mietshaus in offener Bebauung | Straße der Einheit 14 (Karte)      | um 1905                       | schlichter zeittypischer Ziegelbau in sehr gutem Originalzustand von baugeschichtlichem Wert. Mietshaus, um 1905 erbaut. Zweigeschossiger, regelmäßig gegliederter Ziegelbau, sechs Achsen, Mittelrisalit zweiachsig und dreigeschossig, Fassade Lisenengliederung, Kranzgesims mit Fries („Deutsches Band“), Fensterüberdachungen mit Segmentbögen aus Ziegeln, Haus durch Satteldach abschließend, großer Dacherker, zu beiden Seiten je eine Gaube mit Schwebegiebel und Satteldach. Denkmalwert: baugeschichtlicher Wert auf Grund des guten Originalzustandes und der besonders typischen Ausprägung. (LfD/2011.) zeittypischer Backsteinbau, im Wesentlichen unverändert, Fensterbekrönungen, Deutsches Band | 09231769 |
| Direkt Bild zu diesem Denkmal hochladen | Ehemaliges Beamtenwohnhaus mit Poststelle, heute Wohnhaus sowie Einfriedungsmauer mit Pforte und der mit Nr. 19 gemeinsamen Toreinfahrt                                                                            | Straße der Einheit 17 (Karte)      | 1900/1901                     | markantes Gebäude in Klinkermischbauweise von baugeschichtlichem, ortsgeschichtlichem und städtebaulichem Wert. Um 1900 als Beamtenwohnhaus der Papierfabrik C. F. Leonhardt erbaut, heute Wohnhaus. Zweigeschossiges Gebäude in Klinkermischbauweise mit zwei Risaliten, diese durch Dacherker überhöht. Die Gliederungselemente der Fassade sowie der Sockel bestehen aus roten Ziegeln. Abschließend durch Krüppelwalmdach. Mit dem benachbarten Verwaltungsgebäude eine gestalterische Einheit bildend. Mit diesem durch eine aus Porphyr bestehende Einfriedungsmauer mit Pforte verbunden. Gemeinsam mit dem Nachbargebäude kommt dem Bauwerk eine große ortsgeschichtliche, industriegeschichtliche und baugeschichtliche Bedeutung als eines der wenigen baulichen Zeugnisse der ehemaligen Crossener Papierfabrik zu. (LfD/2011.) | 09231770 |
| Direkt Bild zu diesem Denkmal hochladen | Wohn- und Kontorgebäude der Fa. C. F. Leonhardt Söhne mit Hintergebäude, Einfriedung, gemeinsamer Toreinfahrt mit Nr. 17, Pförtnerloge und Kriegerdenkmal für Betriebsangehörige im Hof                            | Straße der Einheit 19 (Karte)      | 1898/99 (Fabrikanlagenteile)  | architektonisch anspruchsvoll gestaltetes Gebäude in Klinkermischbauweise von ortsgeschichtlicher, industriegeschichtlicher und ortsbildprägender Bedeutung. Vermutlich ehemaliges Wohn- und Kontorgebäude der Papierfabrik C. F. Leonhardt, 1898/99 erbaut. Ursprünglich zweigeschossiges Gebäude, straßenseitig aufgestockt. Regelmäßige Fassadengliederung, Sockel und Hausecken sowie Fries („Deutsches Band“) zwischen Erd- und Obergeschoss aus Ziegeln, auch die Fensterverdachungen der Rundbogen- bzw. Segmentbogenfenster bestehen aus Ziegeln. Im Hof schließt im rechten Winkel ein weiteres Gebäude in vergleichbarer Gestaltung an. Zwischen dem benachbarten Beamtenwohnhaus und diesem Gebäude befindet sich eine repräsentative Toreinfahrt mit zwei Pforten und mittig angeordnetem Tor mit Torpfeilern aus Rochlitzer Porphyrtuff. Die Eisentore blieben original erhalten. Im Hof befindet sich ein Kriegerdenkmal für Betriebsangehörige der ehemaligen Papierfabrik, die während des Ersten Weltkrieges gefallen sind. Es handelt sich um eine Stele mit Halbrelief und Inschrift: „DIE TOTEN MAHNEN ZUM FRIEDEN“. Relief aus Muschelkalk, im oberen Teil der mittleren Stele Darstellung der Papierfabrik, daneben trauern Arbeiter um einen Toten, der in der Mitte liegt, einer der Arbeiter hält das Leichentuch, mit dem er den Toten gerade bedecken möchte. Auf der Rückseite des Reliefs Abbildung eines apokalyptischen Reiters. Zwei Buchen und eine Roteiche flankieren das Kriegerdenkmal und sie gehörten vermutlich zur Anlage dieses Denkmals. Trotz Leerstand und langjährige Bauvernachlässigung (2011) beeindruckt der Baukomplex durch seinen guten Originalbestand. Die typische architektonische Ausbildung und die handwerkliche Qualität des Bauwerks begründen seinen baugeschichtlichen Wert. Als eines der wenigen baulichen Zeugnisse der Papierfabrik Leonhardt erlangt der Baukomplex außerdem eine große orts- und industriegeschichtliche Bedeutung. Mit dem Nachbargebäude prägt es das Straßenbild maßgeblich. (LfD/2011.) ausgezeichneter Originalzustand (Fenster, Türen, Hoflaterne, Bleiverglasung, gute Innenausstattung) | 09231771 |
| Direkt Bild zu diesem Denkmal hochladen | Villa mit Garten und Einfriedung | Straße der Einheit 29 (Karte)      | bez. 1911                     | Neorenaissancebau mit Villengarten, weitgehend original erhalten, baugeschichtlich und künstlerisch von Bedeutung. Schlichte Villa, laut Inschrift 1911 erbaut. Neorenaissancebau, zweigeschossig, Putzfassade mit porphyrfarbener Werksteingliederung, unregelmäßiger Grundriss. Neben der Werksteingliederung wird das Fassadenbild des Hauses durch Erker, Eingangsvorbauten, Wintergarten, einen Klinkersockel sowie Stufengiebel geprägt. Bemerkenswert ist der gute Originalzustand des Hauses. Beispielsweise blieben neben dem originalen Putz die bauzeitlichen Türen und Fenster erhalten. An der Straßenfassade befindet sich eine Steinplatte mit der Inschrift: „Erbaut Anno 1911“. Das Haus ist umgeben von einem Garten, von dem Reste der Wegepflasterung, Wegeführung und Terrassierung ebenso erhalten geblieben sind wie prägende Gehölze (z. B. Korkenzieherweide, Hainbuche, Eschen, Linden, Flieder). Im unteren Teil des Gartens ist ein Rondell erkennbar sowie Wegeinfassungen sich kreuzender Wege. Der Garten wird eingefasst durch einen schmiedeeisernen Zaun aus der Erbauungszeit der Villa. Durch den außergewöhnlich guten Originalzustand von Villa, Garten und Einfriedung wird das Ensemble zum Dokument der Architektur und Gartenkunst des beginnenden 20. Jahrhunderts, wodurch es baugeschichtliche und gartengeschichtliche Bedeutung erlangt. (LfD/2011.) Villa: Neorenaissancebau, zweigeschossig, Putzfassade mit porphyrfarbener Werksteingliederung, unregelmäßiger Grundriss,Veranda mit Bleiverglasung, originale Fenster, schöne Ziergitter, Villengarten: Lage der Villa im Norden des Gartens, Gelände leicht terrassiert, Garten direkt um die Villa höher gelegen, Geländesprung durch Böschung abgefangen, Einfriedung als schlichter Ziergitterzaun, Pforte mit einflügligem Ziergittertor und Zufahrtstor mit zweiflügligem Ziergittertor von Norden, Zufahrt mit Pflasterung östlich der Villa, Reste des regelmäßigen Wegesystem mit ehemals wassergebundener Decke fast vollständig überwachsen, aber teilweise noch ablesbar, Obstbaumbestand entlang des nördlichen Einfriedungszaunes, Altgehölzbestand aus u. a. Rot-Buche (Fagus sylvatica), Esche (Fraxinus excelsior), Rosskastanie (Aesculus hippocastanum), Rot-Eiche (Quercus rubra), Berg-Ahorn (Acer pseudoplatanus), Eschenblättriger Ahorn (Acer negundo), Spitz-Ahorn (Acer platanoides), Linde (Tilia spec.), Hainbuche (Carpinus betulus), westlich der Villa Fliederbestand, verschiedene Stauden und Geophyten, Reste von Beeteinfassungen aus Buxbaum (Buxus sempervirens). | 09231772 |